# Les nou claus de la modernitat
Les nou claus de la modernitat (en francès: Les neuf clés de la modernité) és un llibre del filòsof, politòleg i sociòleg quebequès Jean-Marc Piotte sobre diferents aspectes de la modernitat, aparegut el 2001. En aquest assaig, Piotte cita les claus que permeten comprendre les diferències culturals entre la modernitat i els períodes que la precedeixen són:
1. l'individu és lliure;
2. els individus són iguals;
3. la raó al servei de la passió;
4. el treball abans que la saviesa, l'honor i la pregària;
5. l'amor i no la reproducció;
6. el mercat és més important que la comunitat;
7. un nou tipus d'Estat o democràcia representativa;
8. la nació per sobre de la religió;
9. la religió esdevé un assumpte privat.